# 阿爾馬科查湖
13°41′39″S 71°11′14″W / 13.69417°S 71.18722°W
阿爾馬科查湖（Lake Armaccocha），是秘魯的湖泊，位於該國南部庫斯科大區的基斯皮坎奇省，處於辛格里納科查湖西南面和卡良加特山西北面。